# Rio das Flores (vattendrag i Brasilien, Santa Catarina)
Rio das Flores är ett vattendrag i Brasilien.   Det ligger i delstaten Santa Catarina, i den södra delen av landet, 1 400 km sydväst om huvudstaden Brasília.
I omgivningarna runt Rio das Flores växer i huvudsak städsegrön lövskog. Runt Rio das Flores är det ganska glesbefolkat, med 23 invånare per kvadratkilometer.